# Избор
Избор представља поступак у коме неко биће може да бира неку од различитих ствари или поступака. Постпука избора може укључивати и мотиваторе и моделе.
Једноставни избори могу укључивати шта да једете за вечеру или шта да обучете суботом ујутру – изборе који имају релативно мали утицај на живот бирача у целини. Сложенији избори могу укључивати (на пример) за кога кандидата гласати на изборима, којом професијом се бавити, животног партнера, итд. – избори засновани на вишеструким утицајима и који имају веће последице.
Слобода избора се генерално негује, док строго ограничен или вештачки ограничен избор може довести до непријатности при избору, а можда и до незадовољавајућег исхода. Насупрот томе, избор са претерано бројним опцијама може довести до конфузије, смањеног задовољства, жаљења због неизвршених алтернатива и равнодушности у неструктурираном постојању  и илузије да избор предмета или курса, нужно доводи до контроле тог објекта или курса, може изазвати психолошке проблеме.
Свака одлука и избор донесен у било ком тренутку има барем позитивну или негативну последицу. Људи имају могућност да бирају своје односе, своја удружења и такође максимизирају свој живот избором које доносе.

## Врсте
Може се разликовати четири или пет главних врста одлука, иако се оне могу изразити на различите начине. Брајан Трејси их дели на:
- командне одлуке, које можете доносити само ви, као "главнокомандујући", или власник процеса одлучивања
- делегиране одлуке, које може доносити било ко. Одлуке о (на пример) боји ограде за бицикла могу бити делегиране, јер одлука мора бити донета, али избор је небитан.
- избегаване одлуке, где би исход могао бити толико озбиљан да се не би требало донети избор, јер се последице не могу надокнадити ако се направи погрешан избор. Ово ће највероватније довести до негативних радњи, као што је смрт.
- „Неразумне“ одлуке, где је избор толико очигледан да се може разумно донети само један избор.
- Пети тип, међутим, (или четврти ако се „избегне” и „неразумне” одлуке комбинују као један тип) је одлука о сарадњи, донета у консултацији са другима и по договору.

Заједничко доношење одлука је револуционисало безбедност ваздушног саобраћаја тако што се не поверава капетану када мањи члан посаде постане свестан проблема.
Други начин гледања на одлуке фокусира се на коришћени механизам мишљења – да ли је одлука:
- Рационално
- Интуитивно
- На основу препознавања
- Комбинација

Препознајући да је „тип“ непрецизан термин, алтернативни начин за класификацију типова избора је да се погледају исходи и ентитет на који се утиче. На пример, коришћењем овог приступа три типа избора могу бити:
- посао
- лични
- потрошача

Политичари, нпр, могу изабрати да подрже или се супротставе опцијама заснованим на локалним, националним или међународним ефектима.
У овом приступу, успостављање типова избора омогућава да се идентификују сродне одлуке које ће утицати и ограничити одређени избор, као и да буду под утицајем и ограничењима другог избора.
Доступни су многи производи „извршног доносиоца одлука“, као што су точкови за одлучивање и Магиц 8-Бол, који насумично производе да/не или друге „одлуке“ за некога ко не може да одлучи или ко само жели да делегира.
Као морални принцип, одлуке треба да доносе они који су највише погођени одлуком, али то се обично не примењује на особе у затвору, које би вероватно могле донети другу одлуку осим да остану у затвору. Роберт Гејтс је цитирао овај принцип дозвољавајући фотографије повратка мртвих у рату.
Може се разликовати свесни и несвесни избор. Процеси као што су испирање мозга или друге стратегије утицаја могу имати ефекат да се несвесни избор маскира као свесни избор.
Избори могу довести до неповратних или реверзибилних исхода; доношење неповратних избора, што може смањити преоптерећење избора.

## Евалуабилност у економији
Када бирате између опција, морате да процените квалитет атрибута сваке опције. На пример, ако неко бира између кандидата за посао, квалитет релевантних атрибута као што су претходно радно искуство, колеџ или средња школа и писма препоруке ће бити оцењени за сваку опцију и одлука ће се вероватно заснивати на овим атрибутима пресуде. Међутим, сваки атрибут има другачији ниво процењивости, односно у којој мери се може користити информација из тог атрибута да би се донео суд.
Као резултат тога, процењивање може изазвати преокрете преференција између заједничких и одвојених евалуација. На пример, преглед и теоријска анализа из 1999. године посматрали су како људи бирају између опција када се директно пореде зато што су представљене у исто време или када се не могу упоређивати јер је једној дата само једна опција. Добар пример је одлука о запошљавању донета када су два кандидата ангажована за посао програмирања. Испитаници у експерименту су замољени да дају почетну оцену двама кандидатима, кандидату Ј и кандидату С. Међутим, неки су гледали оба кандидата у исто време (заједничка евалуација), док су други гледали само једног кандидата (засебна евалуација). Кандидат Ј је имао искуство са 70 КИ програма и ГПА од 2,5, док је кандидат С имао искуство са 10 КИ програма и ГПА од 3,9. Резултати су показали да су у заједничком оцењивању оба кандидата добијала приближно исту почетну оцену од субјеката, који су очигледно мислили да је низак ГПА, али високо искуство приближно једнако високом ГПА, али ниском искуству. Међутим, у одвојеном оцењивању, испитаници су кандидату С, оном са високим просечним успехом, дали знатно вишу оцену. Објашњење за ово је да су КИ програми атрибут који је тешко проценити и стога људи не могу да заснивају свој суд на овом атрибуту у посебној евалуацији.

## Број опција и парадокс
Неколико истраживачких студија у економској психологији концентрисало се на испитивање варијација у индивидуалном понашању када су суочене са низом у односу на високу величину скупа избора, што се односи на број доступних опција. Посебна област интересовања лежи у одређивању да ли појединци показују већу склоност куповини производа из већег скупа избора у поређењу са мањим. Тренутно, ефекат величине скупа избора на вероватноћу куповине није јасан. У неким случајевима, велики избори обесхрабрују појединце да направе избор, а у другим случајевима их или подстичу или немају ефекта. Једна студија је упоредила привлачност већег избора са тиранијом превеликог избора. Појединци су ишли у виртуелну куповину у различите продавнице које су имале насумично одређен скуп избора у распону од 4 до 16, при чему су неки били добри избори, а неки лоши. Истраживачи су открили јачи ефекат за привлачност већег избора. Међутим, они спекулишу да су због насумичне доделе броја избора и доброте тих избора, многе продавнице са мање избора укључивале нулу или само једну опцију која је била разумно добра, што је можда олакшало доношење прихватљивог избора када је више опције су биле доступне.
Постоје неки докази да, иако већи избор има потенцијал да побољша благостање особе, понекад постоји нешто попут превеликог избора. На пример, у једном експерименту који је укључивао избор бесплатног пића, појединци су експлицитно тражили да бирају између шест, а не 24 газирана пића, при чему би једина корист од мањег скупа избора била смањење когнитивног терета избора. Недавна студија подржава ово истраживање, откривајући да су радници у кадровским службама дали преференције за сценарије са ограниченим опцијама у односу на сценарије са опсежним опцијама. Како се повећавао број избора у оквиру сценарија са опсежним опцијама, тако се повећавала и преференција ограничених опција. Покушаји да се објасни зашто избор може некога демотивисати од куповине фокусирани су на два фактора. Претпоставља се да проучавање већег броја избора намеће когнитивни терет појединцу. Други претпоставља да појединци могу да доживе жаљење ако донесу неоптималан избор, а понекад избегавају да направе избор како би избегли жаљење.
Индивидуална личност игра значајну улогу у томе како се појединци носе са великим избором скупова величина. Психолози су развили тест личности који одређује где се појединац налази у спектру који задовољава. Максимизатор је онај који увек тражи најбољу опцију из скупа избора, и може се мучити након што је избор направљен да ли је заиста био најбољи. Они који задовољавају могу поставити високе стандарде, али су задовољни добрим избором и стављају мање приоритета на доношење најбољег избора. Због овог различитог приступа доношењу одлука, вероватније је да ће максимизатори избегавати избор када је величина скупа избора велика, вероватно да би избегли муке повезане са непознавањем да ли је њихов избор оптималан. Једна студија се бавила питањем да ли су разлике у задовољству избором између њих двоје делимично последица разлике у спремности да се посвети својим изборима. Утврђено је да су максимизатори пријавили јачу преференцију за задржавање могућности ревизије избора. Поред тога, након што су донели одлуку о куповини постера, они који су задовољили понудили су више оцене свог изабраног постера и ниже оцене одбијених алтернатива. Максимизатори су, међутим, ређе променили своје утиске о постерима након што су изабрали, што их је оставило мање задовољним својом одлуком.
Други, тврде да избора никада није превише и да постоји разлика између среће и задовољства: особа која покушава да донесе боље одлуке често ће бити незадовољна, али не нужно и несрећна, јер су се његови покушаји да пронађе боље изборе побољшали његов начин живота (чак и ако то није била најбоља одлука, он ће непрестано покушавати да постепено побољшава одлуке које доноси).
Архитектура избора је процес подстицања људи да доносе добре изборе кроз груписање и поређање одлука на начин који максимизира успешне изборе и минимизира број људи који постају толико преплављени сложеношћу да одустају од покушаја избора. Генерално, успех се побољшава тако што се прво представљају мањи или једноставнији избори, као и избором и промовисањем разумних подразумеваних опција.

## Ставови
Као део размишљања о свесности без избора, Јиду Крисхнамурти (1895–1986) је указао на конфузију и пристрасност вршења избора.
Софија Розенфелд анализира критичке реакције на избор у својој рецензији из 2014. неких дела Ајенгара, Бен-Пората, Гринфилда и Салецла.
Спроведена је студија која је испитивала како ће однос према одређеном бренду утицати на избор бренда док се рекламира. Направљена је слика патика за трчање како би реклама изгледала добро или лоше, а учесници су замољени да бирају између четири различита бренда. Став према додатку (Аад) показује да има значајан утицај на избор бренда као и на чин куповине бренда (АБ). Ово сугерише да однос према бренду може утицати на избор и намеру куповине одређеног артикла.